# Tuttle Twins
Tuttle Twins (conocida en español como Los Mellizos Tuttle) es una serie animada estadounidense distribuida por Angel Studios, Inc. y producida por Tuttle Twins Show LLC, basada en la serie de libros homónima escrita por Connor Boyack, estrenada el 30 de junio de 2021. La serie trata sobre dos hermanos, Ethan y Emily Tuttle, quienes viajan por el espacio y el tiempo con su abuela Gabby para conocer a figuras históricas y aprender lecciones sobre economía, liberalismo y libertarismo.

## Argumento
La serie involucra a los hermanos gemelos cubano-estadounidenses de 11 años Ethan Tuttle y Emily Tuttle y su abuela Gabby. En la mayoría de los episodios, Gabby utiliza una silla de ruedas modificada para llevar a los gemelos, a un mapache llamado Derek, y (en la temporada 3) a un robot llamado Ro-Burt en aventuras (a menudo a través del tiempo) en las que se encuentran con individuos famosos, figuras históricas u otros personajes y aprenden lecciones con las que luego podrán llenar el tanque de combustible de la silla de ruedas de Gabby con el "jugo del conocimiento" para que puedan regresar a casa.

## Reparto

### Principal
- Ethan Tuttle (voceado por Jonny Vance) es el hermano gemelo de Emily y nieto de Gabby. En varios episodios se menciona que tiene síndrome del intestino irritable.
- Emily Tuttle (voceada por Alex Hall en la mitad de la temporada 1, y por Sara Johnson en las temporadas 1-3) es la hermana gemela de Ethan y la nieta de Gabby.
- Gabby (voceada por William Lucas) es la abuela materna de Ethan y Emily. Es una cubano-estadounidense de primera generación. Usa una máquina del tiempo en silla de ruedas para llevarse a sí misma, a sus nietos gemelos, y a su mapache Derek a diferentes períodos de tiempo, y en algunos casos, dimensiones diferentes. Su nombre completo es Gabriella Villanueva De Los Santos Ron Pablo Jones.
- Derek (voceado por Alex Elkin) es un mapache que acompaña a Ethan, Emily y Gabby en sus aventuras que viajan en el tiempo. En algunos episodios, hace apariciones como un superhéroe llamado Dark Dumpster Derek. En "Wonky Wages", los Tuttles ven una versión más joven de Gabby encontrar lo que parece ser una versión más joven de Derek en La Habana, Cuba en 1940, aunque Gabby explica que el mapache que había encontrado en aquel entonces era "un Derek diferente". En "Kidnappers & Capitalism", Derek se revela como un alienígena que se suponía que iba a postularse a presidente en su planeta natal original con la ayuda de una sustancia que mejoraba la inteligencia que se suponía que bebía.
- Roburt (o Ro-Burt) (voceado por Christopher Pinesworth) es un robot construido por los Tuttles que hace su primera aparición en "The College Conundrum".

### Secundario
- Copérnico (voceado por Blake Brust) es un amigo de los gemelos Tuttle que se caracteriza por no ser el más brillante.
- Karinne (voceada por Natalie Madsen) es la principal antagonista de la serie. Ella considera a Karl Marx como su ídolo, y su uniforme rojo es una referencia a las banderas de los países comunistas. Está implícito en algunos episodios que le tiene ganas a Ethan, aunque lo niegue.
- Sr. Tuttle (voceado por Corey Landis) es el padre de Ethan y Emily.
- Sra. Tuttle (voceada por Rachel Strauss-Muniz) es la madre de Ethan y Emily.

## Producción
El Instituto Libertas publicó una serie de libros infantiles libertarios titulados The Tuttle Twins, escrito por su presidente Connor Boyack:
- The Tuttle Twins Learn About The Law
- The Tuttle Twins and the Miraculous Pencil
- The Tuttle Twins and the Food Truck Fiasco
- The Tuttle Twins and the Creature from Jekyll Island
- The Tuttle Twins and the Road to Surfdom
- The Tuttle Twins and the Golden Rule
- The Tuttle Twins and the Search for Atlas[4]
- The Tuttle Twins and their Spectacular Show Business
- The Tuttle Twins and the Fate of the Future
- The Tuttle Twins and the Education Vacation
- The Tuttle Twins and the Messed Up Market
- The Tuttle Twins and the Leviathan Crisis

Angel Studios reunió 4.6 millones de dólares por financiación colectiva para la producción de la serie en cuestión. La serie se produjo en asociación con Harmon Brothers. 

## Episodios
| Temporada | Temporada | Episodios | Episodios | Emisión original    | Emisión original       |
| Temporada | Temporada | Episodios | Episodios | Primera emisión     | Última emisión         |
| --------- | --------- | --------- | --------- | ------------------- | ---------------------- |
|           | 1         | 12        | 12        | 30 de junio de 2021 | 1 de noviembre de 2022 |
|           | 2         | 11        | 11        | 7 de marzo de 2023  | 5 de diciembre de 2023 |
|           | 3         | 10        | 10        | 7 de mayo de 2024   | 5 de marzo de 2025     |

### Temporada 1 (2021–22)
| N.º en serie | N.º en temp. | Título                                | Fecha de emisión original |
| --- | ------------ | ------------------------------------- | ------------------------- |
| 1 | 1            | «When Laws Give You Lemons»           | 2021 de junio del 30      |
| Después de que Ethan y Emily consiguen que Karinne les quite su puesto de limonada, Gabby utiliza su silla de ruedas para viajar en el tiempo y llevar a los gemelos a la Francia de 1848 para que conozcan a Frédéric Bastiat y aprendan sobre derechos naturales y derechos de propiedad. Luego van al Viejo Oeste (concretamente, a la ciudad ficticia de Quiet Valley), donde tienen que impedir que dos bandidos se apoderen de unas vacas (lo que sirve de alegoría a los impuestos, que se equiparan a robos). |              |                                       |                           |
| 2 | 2            | «War of the Worms»                    | 26 de octubre de 2021     |
| 3 | 3            | «Pencils, Pirates & Ice Cream People» | 9 de noviembre de 2021    |
| Gabby lleva a los gemelos hacia el pasado para que conozcan a Adam Smith, quien, utilizando la fabricación de lápices como ejemplo, les enseña sobre la mano invisible y los beneficios del libre comercio. |              |                                       |                           |
| 4 | 4            | «Of Business & Benjamins»             | 23 de noviembre de 2021   |
| Gabby y los gemelos viajan al año 1770 para conocer a Benjamin Franklin, quien les enseña que la mejor manera de tener buenas ideas es tener muchas ideas, aunque algunas resulten infructuosas. |              |                                       |                           |
| 5 | 5            | «Rising Tides & Dirty Deals»          | 14 de diciembre de 2021   |
| Después de que los gemelos tuvieran que cerrar su puesto de corn dogs debido a una ordenanza que prohíbe a los camiones de comida y a los puestos vender comida en parques o a menos de tres kilómetros de restaurantes, Gabby los lleva cinco años al pasado para ver cómo el restaurante de barbacoas Big Bob tiene una discusión con el entonces concejal (en su época, alcalde) Jenkins para convencer al ayuntamiento de que apruebe una ley que obligue a los vendedores de comida a pagar una licencia anual, lo que pondría a los pequeños vendedores en desventaja y dejaría a Big Bob con dinero suficiente para apoyar la candidatura de Jenkins. Poco después, Gabby lleva a los gemelos a conocer a Henry Hazlitt cuando está a punto de aparecer como invitado en un talk show en el que explica qué es el proteccionismo y cómo afecta negativamente a las pequeñas empresas. Más tarde, Gabby y los gemelos visitan Atlantis, donde se dan cuenta de que una empresa llamada Bucket Brigade mantiene el monopolio de la gestión de inundaciones debido a las leyes que impiden a las empresas «sin cubo» hacer negocios en la ciudad, a pesar de que los métodos de la Bucket Brigade son ineficaces para eliminar el agua. Gabby y los gemelos conocen a un inventor llamado Hester, a quien convencen para que presente su «moleculizador de agua» al ayuntamiento de Atlantis; sin embargo les declinan la propuesta de poner en marcha su negocio a pesar de que su invento es mucho más eficaz. Tras regresar a casa, los gemelos organizan una petición para derogar la ley proteccionista de la ciudad. |              |                                       |                           |
| 6 | 6            | «The Inflation Monster»               | 21 de diciembre de 2021   |
| Gabby lleva a los gemelos a conocer a Milton Friedman, quien les enseña sobre la inflación. Los acompaña a la antigua Roma, donde aprenden sobre la devaluación de la moneda. Luego van al edificio de la Reserva Federal en 1925, y después a Zimbabue en 2008 para aprender sobre la crisis de hiperinflación que había sufrido el país en ese momento. |              |                                       |                           |
| 7 | 7            | «Cake, Pies, & Flat Earth Guys»       | 1 de marzo de 2022        |
| Tras enzarzarse los gemelos en una discusión sobre si son mejores las tortas o las tartas, Gabby los lleva a Kolkata, India, en 1992 para que conozcan a la Madre Teresa, quien les enseña que el hecho de que no coincidan en las opiniones no significa que deban verse como enemigos. |              |                                       |                           |
| 8 | 8            | «Wonky Wages»                         | 5 de abril de 2022        |
| Mientras el Sr. Wonky (una parodia de Willy Wonka) visita su fábrica de juguetes a la clase de Ethan y Emily en una excursión, una empleada descontenta deja su trabajo delante de ellos. Como los trabajadores restantes no son capaces de aportar buenas ideas para futuros juguetes, Gabby lleva a los gemelos al Estadio de los Yankees en 1929 para que conozcan a Babe Ruth, quien les cuenta cómo le pagan más debido al valor que aporta a su equipo. Más tarde, lleva a los gemelos a la casa de su infancia en La Habana para mostrarles cómo las políticas socialistas han provocado el deterioro de la sociedad cubana. |              |                                       |                           |
| 9 | 9            | «Dumpsters & Disobedience»            | 3 de mayo de 2022         |
| Gabby lleva a los gemelos a Montgomery, Alabama en 1955, saca a Rosa Parks de la cárcel de la ciudad, y la lleva de viaje en el tiempo hasta Rochester, Nueva York para ver cómo detienen a Susan B. Anthony por votar, y luego a Cambridge, Maryland en 1851 para ver a Harriet Tubman ayudando a un esclavo fugitivo a huir de una turba que intentaba atraparlos. |              |                                       |                           |
| 10 | 10           | «Roll for Power»                      | 6 de septiembre de 2022   |
| 11 | 11           | «Free Speech Freestyle»               | 4 de octubre de 2022      |
| Al ver a Karinne denostando y vilipendiando a Ethan, Gabby lleva a los gemelos al año 1811 para que conozcan a James Madison, quien les enseña sobre la libertad de expresión. |              |                                       |                           |
| 12 | 12           | «The Fight for the Future»            | 1 de noviembre de 2022    |
| Tras los sucesos del episodio anterior, Karinne decide vengarse irrumpiendo en la residencia de los Tuttles y presentando pruebas que revelan que Gabby es una viajera en el tiempo, lo que provoca que sea detenida por una agencia gubernamental llamada Equipo de Libertad y Regulación (F.A.R.T.) que intenta encontrar y confiscar su silla de ruedas, pero los hermanos consiguen que Karinne aleje a los agentes antes de que irrumpan en la habitación. |              |                                       |                           |

### Temporada 2 (2023)
| N.º en serie | N.º en temp. | Título                            | Fecha de emisión original |
| --- | ------------ | --------------------------------- | ------------------------- |
| 13 | 1            | «Needs, Rights & Flamingo Fights» | 7 de marzo de 2023        |
| Cuando los estudiantes de una excursión intentan obligar a Lyle a compartir su comida con ellos alegando que la comida es un derecho humano, Gabby lleva a los gemelos a East Dorset en 1668 para que conozcan a John Locke, quien les explica la diferencia entre derechos y necesidades. |              |                                   |                           |
| 14 | 2            | «Don't Trash Success»             | 4 de abril de 2023        |
| Gabby lleva a los hermanos a Boston en los años 60 para que conozcan a Joyce Chen, quien les enseña que ser una emprendedora de éxito no es necesariamente algo inmoral. Luego van a Montaña Suma Cero, un lugar habitado por criaturas que intentan obtener de lugares más elevados unos frutos llamados grumquats, pero se derriban las escaleras los unos a los otros. Después de que una de las criaturas explique la situación a Gabby y a los gemelos, inicia un servicio que consiste en que las otras criaturas le den peldaños de escalera para que pueda subir a recoger grumquats y vendérselos. Después de bajar los grumquats, las otras criaturas los utilizan para diversos fines. |              |                                   |                           |
| 15 | 3            | «Bitcoin and the Beast»           | 2 de mayo de 2023         |
| Mientras hacen una venta de garaje, Ethan y Emily se ven incapaces de decidir si vender su sistema de juego Money Craft a Karinne por 100 dólares o a Lyle por la misma cantidad en bítcoins. Para ayudar a los gemelos a aprender sobre el bitcoin, Gabby los lleva a Internet para conocer a Satoshi Nakamoto, quien les explica cómo la duplicación rápida y fácil de la moneda (siendo las cuentas de wampum un ejemplo mencionado) puede resultar en devaluación, cómo se minan las criptodivisas y cómo funciona el blockchain. Después de que Gabby y los gemelos salgan del Crypto Corner, Gabby toca una ventana emergente que las transporta a Money Craft, donde los hermanos tienen que recoger rubíes para llenar sus «barras de riqueza» y superar el juego. Sin embargo, Karinne decide jugar y utiliza el código Konami para conseguir rubíes ilimitados. Cuando Gabby introduce una mina de bitcoin, Karinne intenta duplicar sus activos pero no lo consigue. Al final, los hermanos venden el sistema de juego a Lyle. |              |                                   |                           |
| 16 | 4            | «Think Outside the Flocks»        | 6 de junio de 2023        |
| 17 | 5            | «A T-Rex and Tangled Ideas»       | 30 de junio de 2023       |
| 18 | 6            | «The Itsy Bitsy Victim Mentality» | 1 de agosto de 2023       |
| Cuando los gemelos y Karinne son expulsados del escenario a los pocos segundos de sus respectivas audiciones para un concurso de talentos de toda la ciudad, se enteran de que todos los artistas que pasaron el casting son del barrio de West Oaks y, posteriormente, comienzan a quejarse en la escuela sobre cómo los jueces del concurso de talentos los trataron injustamente. Adoptan una mentalidad de víctima y empiezan a culpar a los jueces de problemas ajenos. Gabby lleva a los gemelos a Washington D. C. en 1884 para conocer a Frederick Douglass, quien les cuenta anécdotas sobre cómo Alexander Hamilton, Helen Keller y el propio Douglass superaron circunstancias injustas en sus propias vidas. |              |                                   |                           |
| 19 | 7            | «Mermaid Tails & Planning Fails»  | 5 de septiembre de 2023   |
| Cuando su distrito escolar se involucra en el programa Cookies for Bookies, Gabby lleva a los gemelos a la Universidad de Chicago en 1950 para que conozcan a Friedrich Hayek, que es llevado a la India actual para que conozca a una artista llamada Kali, que le ayuda a explicar el efecto cobra y los inconvenientes de la planificación central. |              |                                   |                           |
| 20 | 8            | «Spooky, Stinky Subsidies»        | 3 de octubre de 2023      |
| Gabby lleva a los gemelos a conocer a Ludwig von Mises, quien demuestra cómo los subsidios dan lugar a un «mercado desordenado» mediante un ejemplo en el que las subvenciones a los vendedores de paraguas dan lugar a consecuencias no deseadas para los vendedores de ponchos. A continuación, Gabby los lleva a un lugar llamado Hallowood (cruce entre Halloween y Hollywood) en el que las subvenciones hacen que las cebollas sustituyan a las calabazas. |              |                                   |                           |
| 21 | 9            | «Wrestling With Socialism»        | 7 de noviembre de 2023    |
| 22 | 10           | «The Education Jungle»            | 21 de noviembre de 2023   |
| Gabby lleva a los gemelos a Princeton, Nueva Jersey en 1934 para que conozcan a Albert Einstein, quien les enseña que las malas notas no serán necesariamente un impedimento para el resto de sus vidas, que el verdadero signo de la inteligencia es la imaginación más que el conocimiento, que pueden aprender por su cuenta fuera de la escuela, y que ningún sistema escolar es perfecto. |              |                                   |                           |
| 23 | 11           | «Kidnappers & Capitalism»         | 5 de diciembre de 2023    |
| Derek es secuestrado por mapaches alienígenas que se lo llevan a su planeta, pero Gabby y los gemelos los siguen y descubren que Derek es en realidad uno de los alienígenas y que fue predestinado al nacer para enfrentarse al Presidente Rabia. Otro mapache llamado el Oráculo enseña a los gemelos sobre el capitalismo de amiguetes y la transparencia gubernamental, y los gemelos emprenden una misión para infiltrarse en una reunión entre el presidente Rabia y grupos de presión corporativos. Después de que Derek beba el jugo del conocimiento, aumentando temporalmente su inteligencia en el proceso, expone la corrupción del Presidente Rabia durante un debate y hace que el Oráculo se presente contra Rabia en su lugar. |              |                                   |                           |

### Temporada 3 (2024–25)
| N.º en serie | N.º en temp. | Título                               | Fecha de emisión original |
| --- | ------------ | ------------------------------------ | ------------------------- |
| 24 | 1            | «The College Conundrum»              | 7 de mayo de 2024         |
| Después de construir un robot llamado Ro-Burt, Ethan y Emily tienen una conversación con sus padres en la mesa sobre ir a la universidad, y Gabby lleva a los gemelos (junto con Ro-Burt) a conocer a Mike Rowe (interpretado por él mismo) que les enseña que no necesitan ir a la universidad para tener éxito o conseguir un trabajo bien pago, y que tienen que desarrollar habilidades especiales para diferenciarse de los demás. Después de que Gabby lleve a los gemelos de vuelta a la continuidad temporal, acaban en un mundo en donde todos son superhéroes y obtienen sus superpoderes bebiendo agua. Ethan le da a una superheroína llamada Laserina una guía paso a paso sobre cómo «ganarse [su] señal», lo que la lleva a conseguir un trabajo de soldadora en el que utiliza su visión calorífica para construir un puente, sólo para que sea atacada por un villano llamado Skelecopter, que es derrotado por Derek en su personaje de superhéroe.                         |              |                                      |                           |
| 25 | 2            | «Fighting for Fatherhood»            | 4 de junio de 2024        |
| Gabby lleva a los gemelos a conocer a Ben Carson, quien les explica la importancia de una figura paterna en la vida de un niño. En un momento dado, Gabby y los gemelos acaban en una isla habitada por padres perdidos, a los que se les anima a estar presentes en la vida de sus familias para que sus hijos no queden huérfanos. |              |                                      |                           |
| 26 | 3            | «Cracking Conspiracies»              | 3 de septiembre de 2024   |
| Gabby lleva a Ethan y Emily a un museo de cera y utiliza un dispositivo de su silla de ruedas para dar vida a una figura de cera de John F. Kennedy, que aconseja a los gemelos cuestionar todo lo que oyen y les da consejos sobre cómo encontrar la verdad. |              |                                      |                           |
| 27 | 4            | «Evil Queens & Spying Screens»       | 1 de octubre de 2024      |
| Gabby lleva a los gemelos a conocer a un individuo anónimo que les habla del derecho a la intimidad y de cómo los gobiernos y las empresas tecnológicas violan ese derecho al espiar y recopilar información sobre los usuarios, y les informa de las medidas de precaución que pueden tomar para salvaguardar su propia información personal. |              |                                      |                           |
| 28 | 5            | «Bitcoin Bash & Corrupted Cash»      | 17 de octubre de 2024     |
| En un episodio patrocinado por Swan Bitcoin, los gemelos se van de compras. Cuando se enteran en caja del precio de la compra, Emily comenta que ellos mismos podrían «arreglar los problemas de dinero» si pudieran controlarlo. En respuesta, Gabby los lleva de vuelta a Internet con Ro-Burt, pero Karinne también los acompaña. Aterrizan en Bitcoin Beach y conocen a un bitcoin antropomórfico llamado Bitty, que les canta una canción sobre cómo «el dinero se corrompe» cuando se controla y les habla de los CBDC. A pesar de los sermones de Bitty, Karinne sigue despreciando el bitcoin como una "roca mascota", a lo que Gabby reacciona transportando al grupo a la colección de rocas del tío de Karinne, Jamie, donde introducen el concepto de dinero a las rocas sensibles. El resultado es desastroso cuando Pebbles (una de las rocas) utiliza unas tijeras para producir más dinero, abre una «Rocserva Federal» y utiliza el dinero para «comprar la Guerra de Iroc». |              |                                      |                           |
| 29 | 6            | «Soccer Fights & Religious Rights»   | 3 de diciembre de 2024    |
| Gabby introduce a los gemelos a Adassa (voceada por ella misma), quien les canta una canción en defensa de la libertad de religión. |              |                                      |                           |
| 30 | 7            | «Close Encounters of the Judgy Kind» | 7 de enero de 2025        |
| Cuando el equipo de la matanza (juego) del colegio de Ethan pierde un partido porque un estudiante llamado Aaron eligió a los estudiantes para ser miembros del equipo basado en la apariencia en lugar de en la habilidad, Gabby lleva a los gemelos a conocer a Martin Luther King Jr., quien les enseña la importancia de juzgar a la gente por el contenido de su carácter en su lugar. |              |                                      |                           |
| 31 | 8            | «Meatball Smears & War Profiteers»   | 4 de febrero de 2025      |
| Mientras otra pelea de comida estalla en la cafetería de la escuela de Ethan y Emily, Gabby lleva a los gemelos a conocer a Dwight D. Eisenhower y a aprender sobre el complejo militar-industrial. A su regreso, descubren que los proveedores de comida Ray Theon y Martin Lockheed están incentivando a Karinne para que inicie y continúe peleas de comida para poder vender más comida y utilizar los ingresos para apoyar la campaña de Karinne para ser presidente de la clase. |              |                                      |                           |
| 32 | 9            | «Flying Through Failure»             | 4 de febrero de 2025      |
| Gabby y los gemelos viajan en el tiempo para presenciar cómo los hermanos Wright fracasan en varios intentos de hacer volar su avión antes de su primer vuelo con éxito en Kitty Hawk. |              |                                      |                           |
| 33 | 10           | «Ruins and Responsibility»           | 5 de marzo de 2025        |

### Especiales
| N.º | Título                                                  | Fecha de emisión original |
| --- | ------------------------------------------------------- | ------------------------- |
| 1 | «Dark Dumpster Derek Returns!»                          | 15 de noviembre de 2023   |
| En un episodio patrocinado por Goldback, Gabby interrumpe el rodaje de una película en la que aparece Derek en su personaje de Dark Dumpster Derek para reprender a Emily por inventar la frase «el oro es dinero basura» y la lleva a ella y a Ethan a los cuadros para que conozcan a George Washington, quien les enseña sobre el patrón oro. |                                                         |                           |
| 2 | «Money Management Mayhem: A Christmas Adventure»        | 12 de diciembre de 2023   |
| Mientras compran chaquetas por Internet, Ethan y Emily discuten sobre su forma de gastar. Gabby les hace jugar a un juego de mesa ficticio llamado Generic-Manji (una parodia de Jumanji) que hace que los gemelos se encuentren con una versión futura de Ethan que sigue gastando impulsivamente y una versión futura de Emily que sigue intentando gastar lo menos posible. Derek tira los dados repetidamente, haciendo que el tablero invoque animales salvajes que obligan a los gemelos a subir las escaleras, donde se encuentran con versiones futuras alternativas de los gemelos que les enseñan sobre planificación financiera y gratificación aplazada. |                                                         |                           |
| 3 | «Cabrini: A Tuttle Twins Adventure»                     | 8 de marzo de 2024        |
| Cuando los gemelos se enteran de que tienen que pasar el sábado atendiendo un comedor popular en el café familiar, Gabby los lleva a Five Points, Manhattan en 1895 para conocer a Frances Xavier Cabrini, quien los lleva a las alcantarillas para que ayuden a rescatar a un niño. |                                                         |                           |
| 4 | «Solving Selfishness: A Copernicus & Karinne Adventure» | 2 de julio de 2024        |
| Tras quejarse "del egoísmo y de la falta de consideración de todo el mundo", Karinne retrocede en el tiempo para conocer a su ídolo Karl Marx. |                                                         |                           |
| 5 | «Young Washington: A Tuttle Twins Adventure»            | 6 de agosto de 2024       |
| 6 | «Helmuth Hübener: A Short»                              | 5 de noviembre de 2024    |
| Cuando el profesor de educación física ordena a la clase a que robe la mascota del otro equipo, Gabby lleva a los gemelos a Hamburgo, Alemania en 1945 para que conozcan a Helmuth Hübener y cómo se pronunció en contra del Régimen nazi en Alemania. |                                                         |                           |
| 7 | «Homestead: A Tuttle Twins Adventure»                   | 10 de diciembre de 2024   |
| Cuando una tormenta hace que los Tuttles sufran un apagón mientras intentan ver la película Homestead, Gabby conecta su silla de ruedas a regañadientes para tener energía de reserva, lo que hace que ella y los gemelos se teletransporten a la película, en la que conocen a Jeff Eriksson, quien les enseña a los gemelos sobre preparación para emergencias. |                                                         |                           |
| 8 | «Tax Day Holiday Special: Tuttle Tuesday»               | 31 de marzo de 2025       |
| Al final de su horario de trabajo en la cafetería familiar de sus padres, Tuttle's Food for Thought, el padre les da dinero a los gemelos y luego les quita una parte. Tras expresar su frustración por los impuestos, Gabby los arrastra al televisor de la cafetería y los introduce en el mundo de Schoolhouse Pop, donde conocen un billete de dólar antropomórfico en el que una figura parecida al Tío Sam corta y arranca trozos de sí mismo, que representan partes de sus futuras nóminas anuales que el gobierno les quita a través de los impuestos. |                                                         |                           |